# Pyrgos Apollon
Der Pyrgos Apollon (griechisch Πύργος Απόλλων) ist ein Hochhaus im Athener Stadtbezirk Ambelokipi. Mit einer Höhe von 80 m ist es das höchste Wohngebäude Griechenlands und nach dem Pyrgos Athinon und dem Pyrgos tou Pirea das dritthöchste Gebäude des Landes.

## Lage
Der Pyrgos Apollon liegt im Athener Stadtbezirk Ambelokipi ca. 3 km nordöstlich des Stadtzentrums an der Platia Kanellopoulou (Πλατεία Κανελλόπουλου ‚Kanellopoulos-Platz‘) und der Metrostation Panormou der Athener Metrolinie 3. In näherer Nachbarschaft befinden sich der Pyrgos Athinon (höchstes Gebäude Griechenlands), das Hotel President (höchstes Hotelgebäude Griechenlands), der Areopag, das Apostolos-Nikolaidis-Stadion und der Goudi Olympic Complex.

## Geschichte
Allgemein ist in Athen der Bau von Landmarken oder auffälligen Solitärgebäuden nicht erlaubt, um die herausragende Stellung der Akropolis im Stadtbild nicht zu gefährden. Infolgedessen betrug bis 1968 die maximal zulässige Gesamthöhe von Gebäuden 35 m. 1985 wurde diese Obergrenze auf 27 m reduziert. Während der griechischen Militärdiktatur wurde diese Regel nicht eingehalten und sogar Fördermittel und Kredite für Hochhäuser gewährt.
Der Pyrgos Apollon (für „Turm Apollon“) wurde 1968 bis 1971 errichtet, wobei die Fertigstellung erst 1973 erfolgte. Auf dem Dachgarten befinden sich eine Bar und ein Schwimmbecken, im Sockelgeschoss Büros und Ladenflächen. Obwohl der Turm als Wohngebäude konzipiert war, werden viele Wohnungen heute als Büros oder Arztpraxis genutzt.

## Konstruktion
Der Pyrgos Apollon ist ein in Massivbauweise errichtetes Gebäude. Das Gebäude ist in zwei Teile unterteilt, die jeweils über einen Kern mit je einem Aufzugspaar autark erschlossen werden können.